# William Hering
William Hering (* 19. August 1812 in Rochlitz; † 1897 in Cölln, Amtshauptmannschaft Meißen) war ein deutscher evangelischer Pfarrer und Politiker.

## Leben
Der Sohn des Pfarrers und späteren Superintendenten Carl Wilhelm Hering (1790–1871) besuchte ab 1825 die Fürstenschule in Grimma. Nachdem er diese Schulbildung am 31. März 1830 abgeschlossen hatte, studierte er evangelische Theologie. 1839 wurde er Pfarrer in Strauch, anschließend 1843 in das erzgebirgische Sehma berufen. 1849/50 war er als Vertreter des 54. Wahlbezirks Abgeordneter der II. Kammer des Sächsischen Landtags. 1856 wurde er in das Pfarramt nach Strießen nahe Priestewitz versetzt, wo er 1878 emeritiert wurde.